# Nagroda im. Gershwinów

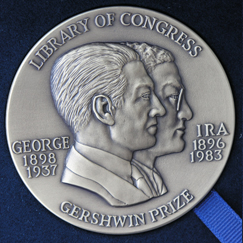
Nagroda im. Gershwinów

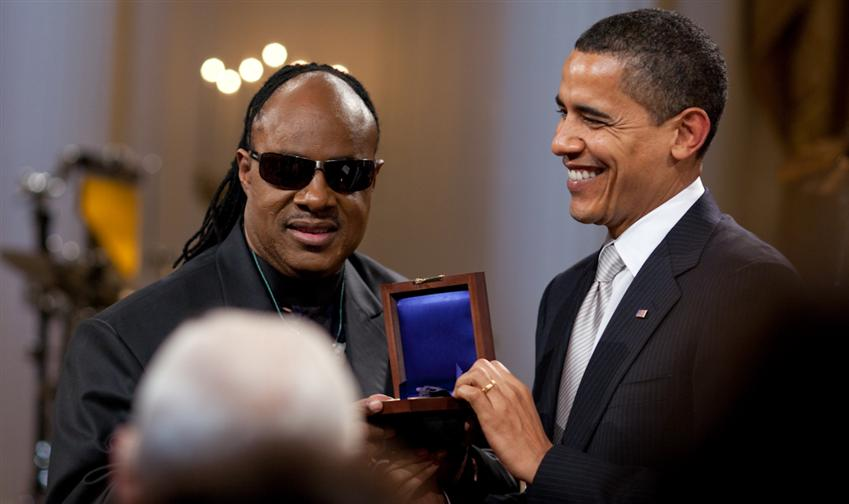
Stevie Wonder odbiera Nagrodę im. Gershwinów z rąk Baracka Obamy (2009)

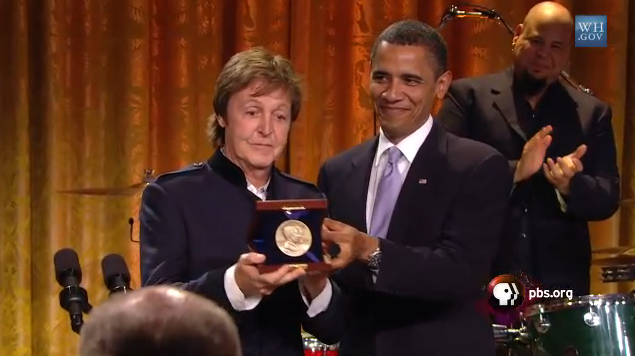
Paul McCartney odbiera Nagrodę im. Gershwinów z rąk Baracka Obamy (2010)

Nagroda im. Gershwinów (ang. The Library of Congress Gershwin Prize for Popular Song) – nagroda przyznawana kompozytorowi lub artyście za wkład w muzykę rozrywkową.
Została ustanowiona w 2007 roku przez Bibliotekę Kongresu Stanów Zjednoczonych. Nosi imię George’a i Iry Gershwinów. Nagroda przyznawana jest artystom, których kariera odzwierciedla całokształt twórczości w promowaniu piosenki jako narzędzia muzycznej ekspresji i zrozumienia kultury. W kontekście nagrody „piosenka” jest rozumiana jako singiel lub jako utwór, który jest częścią większego dzieła, jak musical, ścieżka filmowa czy telewizyjna. Laureatami mogą być kompozytorzy, piosenkarze, autorzy, których twórczość czerpie z uznanych podstaw muzyki rozrywkowej i jest inspiracją dla nowych pokoleń artystów w ich drodze zawodowej.
Wyboru dokonuje Biblioteka Kongresu Stanów Zjednoczonych w porozumieniu z komisją, która bierze pod uwagę reprezentantów wielu nurtów muzyki rozrywkowej. Członkami komisji mogą być uczeni, producenci, wykonawcy, krytycy muzyczni, kompozytorzy i specjaliści z Biblioteki Kongresu lub spoza niej.

## Laureaci
- 2007 – Paul Simon
- 2009 – Stevie Wonder
- 2010 – Paul McCartney
- 2012 – Burt Bacharach i Hal David
- 2013 – Carole King
- 2014 – Billy Joel
- 2015 – Willie Nelson
- 2016 – Smokey Robinson
- 2017 – Tony Bennett
- 2019 – Gloria Estefan i Emilio Estefan
- 2020 – Garth Brooks
- 2022 – Lionel Richie
- 2023 – Joni Mitchel
- 2024 – Elton John i Bernie Taupin